# 蒙面客
《幪面客》，是台湾1968年的电影，为台语科幻电影片长40分钟。

## 演员
陳雲卿
丁香
王哥
蘇真平
江奇

## 外部連結
- 開眼電影網上《幪面客》的資料（繁體中文）